# IC 4351
IC 4351 ist eine Spiralgalaxie vom Hubble-Typ Sb im Sternbild Wasserschlange südlich des Himmelsäquators. Sie ist schätzungsweise 114 Millionen Lichtjahre von der Milchstraße entfernt.
Das Objekt wurde im Jahre 1901 von Robert Innes entdeckt.

## IC 4351-Gruppe (LGG 367)
| Galaxie   | Alternativname | Entfernung/Mio. Lj |
| --------- | -------------- | ------------------ |
| PGC 49465 | ESO 445-075    | 107                |
| IC 4351   | PGC 49676      | 114                |
| PGC 49466 | ESO 445-076    | 116                |
| PGC 49901 | ESO 445-089    | 110                |